# Јован Кашиковић
Јован Кашиковић био је српски лекар. Он је некадашњи шеф хируршког одељења у Лесковцу и истакнути лекар који је значајно унапредио хирургију. 

## Биографија
Јован Кашиковић је рођен 31. јула 1895. године у Мостару. Медицински факултет и специјализацију из опште хирургије завршио је у Бечу. Поред хирургије бавио се и гинекологијом и акушерством, па се сматра зачетником ове службе у Лесковцу. У тадашњој болници са његовим доласком, на хируршко одељење постојала је посебна просторија за порођаје са једним креветом, а на хируршком одељењу лежале су труднице које су одржавале трудноћу. Својим радом и стручношћу др Кашиковић је унапредио хирургију, проширио репертоар операционих захвата. Радио је операције жучне кесе, ресекције желуца по Билроту, струмектомије, гинеколошко-акушерске операције епизиотомије, окрете, екстракције плода, царски рез и др. Био је врстан хирург, уживао велики углед као лекар, бавио се приватном лекарском праксом. По речима својих савременика био је хирург широке медицинске и опште културе, изврстан дијагностичар и ненадмашив оператор. Погинуо је грешком од стране партизана на путу за Власотинце, где је пошао ради порођаја супруге свог колеге, 18. децембра 1942. године.